# 간접 흡연

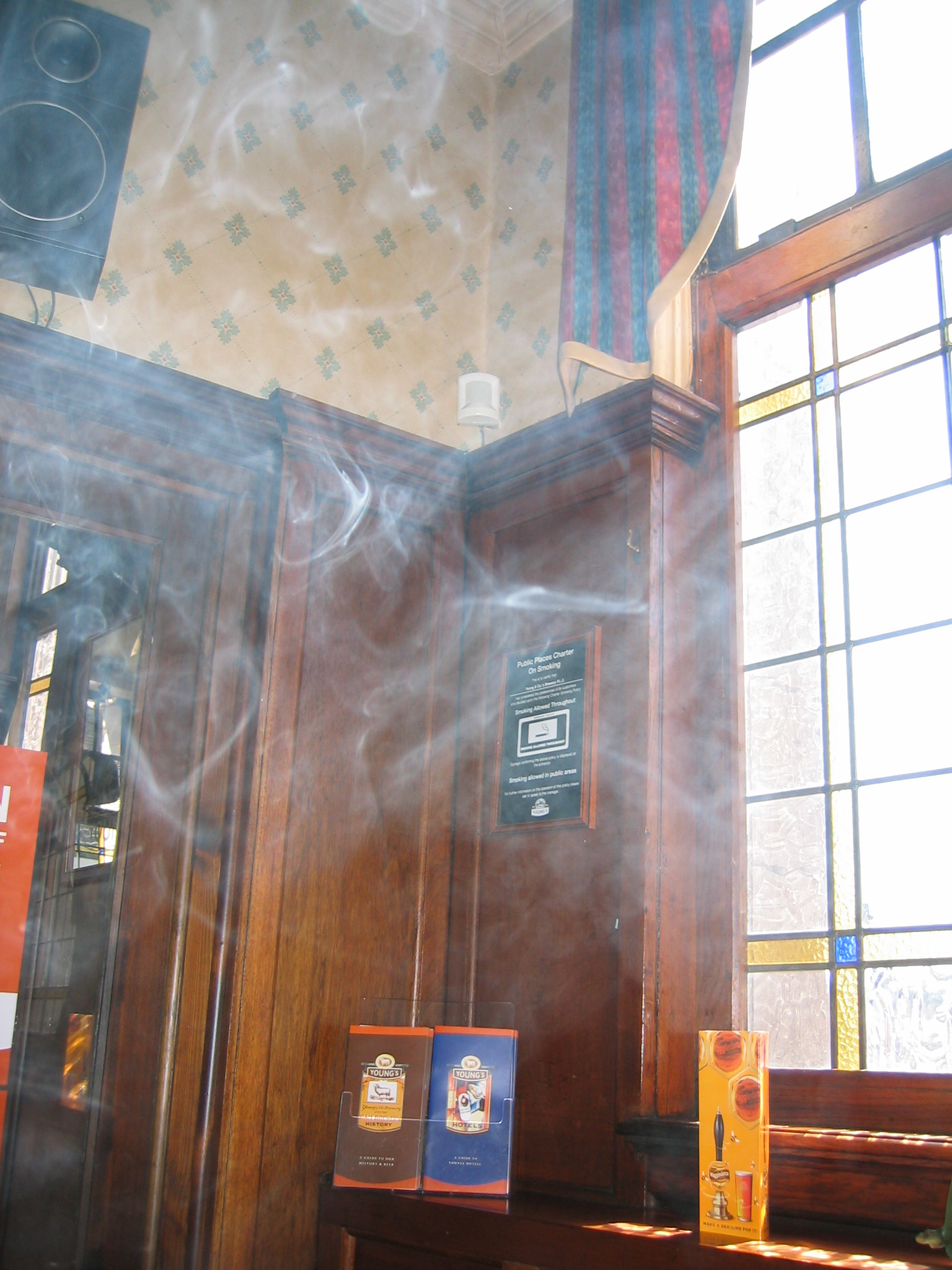
2004년 3월 29일 금연 정책 실시전, 아일랜드 선술집의 담배 연기

간접 흡연은 담배를 입에 물지 않고 담배 연기를 마시는 것이다. 예를 들어 공공장소에서 흡연자가 담배를 필 경우 비흡연자가 담배연기를 마시는데, 이를 간접흡연이라 한다. 담배를 입에 대지 않고 담배 연기를 마시면 건강에 해롭다. 또 간접흡연이 직접흡연보다 폐암 발병률이 높다는 연구결과가 있는 만큼 조심해야 한다. 수동흡연(受動吸煙, passive smoking)이라고도 한다.

## 간접흡연 피해방지조례
대한민국에서는 2015년부터 실내흡연을 할 수 없으며, 서울특별시에서는 서울특별시 간접흡연 피해방지조례를 2017년부터 시행하여 간접흡연을 규제하고 있다. JTBC보도에 따르면, 일본에서도 2020년 도쿄올림픽을 앞두고 금연법을 제정할 예정이다.

## 같이 보기
- 3차 흡연